# 섐키르구

섐키르구(아제르바이잔어: Şəmkir rayonu)는 아제르바이잔 북서부에 위치한 구로 행정 중심지는 섐키르이며 면적은 1,660km2, 인구는 188,400명(2008년 기준)이다.